# اتوبوس (فضانوردی)

ماژول اتوبوس ماهواره مخابراتی و بار مفید آن

اتوبوس فضاپیما یا اتوبوس ماهواره (انگلیسی: Satellite bus) بخش اصلی بدنه و از اجزای ساختاری یک ماهواره یا یک فضاپیما است که بار مفید و کلیه ابزارهای علمی در آن نگهداری می‌شود.
ماهواره‌های با اتوبوس فضایی پیش‌ساخته نوع مقابل اتوبوس با ماهواره‌هایی هستند که یک‌جا طراحی و تولید ویژه شده برای یک مأموریت خاص هستند. این اتوبوس‌ها معمولاً مطابق با نیازهای مشتری سفارش می‌شوند، به‌عنوان مثال با حسگرها یا فرستنده‌های تخصصی ویژه، به منظور دستیابی به یک مأموریت خاص.
آنها معمولاً برای ماهواره‌های مدار زمین‌آهنگ (ژئوسنکرون)، به‌ویژه ماهواره‌های ارتباطی استفاده می‌شوند، اما در فضاپیماهایی که مدارهای پایین‌تری را اشغال می‌کنند نیز استفاده می‌شوند، که گهگاه شامل مأموریت‌های مدار پایینی زمین نیز می‌شود.